# Vertova
Vertova là một đô thị ở tỉnh Bergamo trong vùng Lombardia, có vị trí cách khoảng 70 km về phía đông bắc của Milano và khoảng 20 km về phía đông bắc của Bergamo. Tại thời điểm ngày 31 tháng 12 năm 2004, đô thị này có dân số 4.793 người và diện tích là 15,8 km².
Đô thị Vertova có các frazione (đơn vị cấp dưới) Semonte.
Vertova giáp các đô thị: Casnigo, Colzate, Cornalba, Costa di Serina, Fiorano al Serio, Gazzaniga, Oneta.